# San Joaquin (vonat)
A San Joaquin egy vasúti InterCity járat az Amerikai Egyesült Államokban. Az Amtrak üzemelteti 1974 március 5 óta. Elődje a San Joaquin Daylight volt, melyet a Southern Pacific üzemeltetett. A legutolsó pénzügyi évben összesen 1 071 190 (2019) utas utazott a járaton, naponta átlagosan 2935 (2019) utasa volt. Bakersfield és Oakland vagy Sacramento között közlekedik Kalifornia államban 507 kilométer hosszan az UP és a BNSF pályáin. A járat a közeljövőben riválist kap, ha megépül a kaliforniai nagysebességű vasúthálózat első szakasza Fresno és Bakersfield között.